# Llista de topònims de Torelló
Llista de topònims (noms propis de lloc) del municipi de Torelló, a Osona
Informació actualitzada per un bot. Els canvis manuals es perdran quan s'actualitzi!

## casa
| imatge | Nom                                          | Ubicat a | instància de | Detalls                                                                               | coordenades | Protecció                                  | Commons (més fotos)                          | Dades a WD                    |
| ------ | -------------------------------------------- | -------- | ------------ | ------------------------------------------------------------------------------------- | --- | ------------------------------------------ | -------------------------------------------- | ----------------------------- |
|        | Casa Parrella                                | Torelló  | casa         | Estil: gòtic flamíger                                                                 | 42° 02′ 47″ N, 2° 15′ 42″ E / 42.0465°N,2.26176°E                                                                                                  | bé cultural d'interès local                | Casa Parrella (Torelló)                      | Modifica les dades a Wikidata |
|        | Casa Teixidó                                 | Torelló  | casa         | 15th century                                                                          | 42° 02′ 48″ N, 2° 15′ 45″ E / 42.04663°N,2.262388°E ca:Pl. Mn. Fortià Solà, 5 - pl. Coll i Dorca, 2 - C. Sant Feliu, 2 - Call Rectoria, 2 505 msnm | bé cultural d'interès local                | Casa Teixidó (Torelló)                       | Modifica les dades a Wikidata |
|        | Finca Espona                                 | Torelló  | casa         | Estil: noucentisme 16th century                                                       | 42° 02′ 50″ N, 2° 15′ 38″ E / 42.047162°N,2.260609°E ca:C. Ges Avall, 5 498 msnm                                                                   | bé cultural d'interès local                | Finca Espona                                 | Modifica les dades a Wikidata |
|        | Habitatges industrials de la Coromina        | Torelló  | casa         | Estil: arquitectura popular                                                           | 42° 02′ 36″ N, 2° 14′ 22″ E / 42.043275°N,2.239509°E                                                                                               | bé integrant del patrimoni cultural català |                                              | Modifica les dades a Wikidata |
|        | Torre Vidal                                  | Torelló  | casa         | 19th century                                                                          | 42° 03′ 00″ N, 2° 15′ 43″ E / 42.049874°N,2.261845°E ca:C. de la Pau, 10 501 msnm                                                                  | bé cultural d'interès local                | Torre Vidal (Torelló)                        | Modifica les dades a Wikidata |
|        | Torre i xemeneia de la fàbrica de Cal Feiner | Torelló  | casa         |                                                                                       | 42° 02′ 45″ N, 2° 15′ 32″ E / 42.04576°N,2.25888°E ca:C. de la Xemeneia, passatge Manuel Colomer 528 msnm                                          | bé cultural d'interès local                | Torre i xemeneia de la fàbrica de Cal Feiner | Modifica les dades a Wikidata |
|        | casa de Pedra                                | Torelló  | casa         | Arquitecte: Josep Maria Coll i Bacardí Estil: historicisme arquitectònic 15th century | 42° 02′ 46″ N, 2° 15′ 44″ E / 42.046034°N,2.262137°E ca:C. Rocaprevera, 1 - pl. Jacint Verdaguer 505 msnm                                          | bé integrant del patrimoni cultural català | Casa de Pedra (Torelló)                      | Modifica les dades a Wikidata |
|        | la Codolosa                                  | Torelló  | casa         | Estil: arquitectura popular 16th century                                              | 42° 02′ 50″ N, 2° 15′ 47″ E / 42.0472°N,2.26298°E ca:Passatge de l'Onze de Setembre, 1 i 3 507 msnm                                                | bé cultural d'interès local                | La Codolosa                                  | Modifica les dades a Wikidata |

## curs d'aigua
| imatge | Nom | Ubicat a                                                  | instància de               | Detalls                                                 | coordenades | Protecció | Commons (més fotos) | Dades a WD                    |
| ------ | --- | --------------------------------------------------------- | -------------------------- | ------------------------------------------------------- | --- | --------- | ------------------- | ----------------------------- |
|        | Ges | Vidrà Sant Pere de Torelló Sant Vicenç de Torelló Torelló | curs d'aigua               | Desemboca: Ter Llarg: 18km                              | 42° 09′ 14″ N, 2° 18′ 38″ E / 42.153931°N,2.310432°E 42° 02′ 38″ N, 2° 15′ 24″ E / 42.043988°N,2.256736°E 552 msnm |           | Ges River           | Modifica les dades a Wikidata |
|        | Ter | Ripollès Osona Selva Gironès Baix Empordà                 | curs d'aigua riu principal | Desemboca: mar Mediterrània Llarg: 208km Conca: 3010km² | 42° 25′ 40″ N, 2° 15′ 24″ E / 42.427778°N,2.256667°E 42° 01′ 24″ N, 3° 11′ 31″ E / 42.02347°N,3.19187°E            |           | Ter River           | Modifica les dades a Wikidata |

## edifici
| imatge | Nom                        | Ubicat a | instància de | Detalls                                                     | coordenades                                                                         | Protecció                                  | Commons (més fotos)                 | Dades a WD                    |
| ------ | -------------------------- | -------- | ------------ | ----------------------------------------------------------- | ----------------------------------------------------------------------------------- | ------------------------------------------ | ----------------------------------- | ----------------------------- |
|        | Edifici Caixa de Pensions  | Torelló  | edifici      | 19th century                                                | 42° 02′ 52″ N, 2° 15′ 48″ E / 42.047905°N,2.263348°E ca:C. Sant Miquel, 23 505 msnm | bé cultural d'interès local                | Edifici Caixa de Pensions (Torelló) | Modifica les dades a Wikidata |
|        | Escola Pública Fortià Solà | Torelló  | edifici      | 20th century                                                | 42° 02′ 54″ N, 2° 15′ 58″ E / 42.048414°N,2.266248°E ca:Pl. de Germà Donat 509 msnm | bé cultural d'interès local                | Escola Pública Fortià Solà          | Modifica les dades a Wikidata |
|        | Fàbrica de la Coromina     | Torelló  | edifici      | Estil: arquitectura popular                                 | 42° 02′ 39″ N, 2° 14′ 12″ E / 42.044109°N,2.236632°E                                | bé integrant del patrimoni cultural català |                                     | Modifica les dades a Wikidata |
|        | Museu de la Torneria       | Torelló  | edifici      | 20th century                                                | 42° 03′ 00″ N, 2° 15′ 42″ E / 42.049904°N,2.261582°E ca:C. de la Pau, 12 501 msnm   | bé cultural d'interès local                | Museu de la Torneria de Fusta       | Modifica les dades a Wikidata |
|        | Torre Nova de la Coromina  | Torelló  | edifici      | Arquitecte: Josep Maria Pericas i Morros Estil: noucentisme | 42° 02′ 24″ N, 2° 14′ 35″ E / 42.04013°N,2.243056°E                                 | bé cultural d'interès local                | Torre Nova de la Coromina           | Modifica les dades a Wikidata |

## escut d'armes
| imatge | Nom                        | Ubicat a | instància de                        | Detalls                                                      | coordenades                                                                                         | Protecció                      | Commons (més fotos)        | Dades a WD                    |
| ------ | -------------------------- | -------- | ----------------------------------- | ------------------------------------------------------------ | --------------------------------------------------------------------------------------------------- | ------------------------------ | -------------------------- | ----------------------------- |
|        | Escut de la Casa Codolosa  | Torelló  | escut d'armes element arquitectònic | Estil: arquitectura popular 16th century                     | 42° 02′ 50″ N, 2° 15′ 47″ E / 42.0473°N,2.26299°E ca:Passatge de l'Onze de Setembre, 1 i 3 506 msnm | bé cultural d'interès nacional | Escut de la Casa Codolosa  | Modifica les dades a Wikidata |
|        | Escut del Mas Puigdessalit | Torelló  | escut d'armes element arquitectònic | Estil: arquitectura popular                                  | 42° 02′ 36″ N, 2° 15′ 54″ E / 42.04332°N,2.26505°E                                                  | bé cultural d'interès nacional |                            | Modifica les dades a Wikidata |
|        | Escuts de la Casa Parrella | Torelló  | escut d'armes element arquitectònic | Estil: arquitectura gòtica arquitectura barroca 16th century | 42° 02′ 48″ N, 2° 15′ 42″ E / 42.04666°N,2.26177°E ca:C. Ges Avall, 1-3 - pl. Vella 7-8 503 msnm    | bé cultural d'interès nacional | Escuts de la Casa Parrella | Modifica les dades a Wikidata |

## església
| imatge | Nom                                  | Ubicat a | instància de      | Detalls                                                     | coordenades                                                                                               | Protecció                                  | Commons (més fotos)                       | Dades a WD                    |
| ------ | ------------------------------------ | -------- | ----------------- | ----------------------------------------------------------- | --- | ------------------------------------------ | ----------------------------------------- | ----------------------------- |
|        | Mare de Déu de Montserrat de Torelló | Torelló  | església          | 1989                                                        | 42° 03′ 08″ N, 2° 15′ 13″ E / 42.052129°N,2.253666°E ca:Pl. de la Sardana, 5 - av. de Montserrat 526 msnm | bé integrant del patrimoni cultural català | Mare de Déu de Montserrat de Torelló      | Modifica les dades a Wikidata |
|        | Sant Feliu de Torelló                | Torelló  | església          | Estil: arquitectura barroca                                 | 42° 02′ 49″ N, 2° 15′ 47″ E / 42.046977°N,2.263176°E                                                      | bé cultural d'interès local                | Sant Feliu de Torelló                     | Modifica les dades a Wikidata |
|        | Santuari de Rocaprevera              | Torelló  | església santuari | Arquitecte: Josep Maria Pericas i Morros Estil: noucentisme | 42° 02′ 31″ N, 2° 15′ 36″ E / 42.0419°N,2.26°E                                                            | bé cultural d'interès local                | Santuari de la Mare de Déu de Rocaprevera | Modifica les dades a Wikidata |
|        | església del Sagrat Cor              | Torelló  | església          | Estil: arquitectura eclèctica                               | 42° 02′ 35″ N, 2° 14′ 18″ E / 42.043008°N,2.238283°E                                                      | bé cultural d'interès local                | Església del Sagrat Cor de la Coromina    | Modifica les dades a Wikidata |

## granja
| imatge | Nom                    | Ubicat a | instància de | Detalls | coordenades                                                         | Protecció | Commons (més fotos) | Dades a WD                    |
| ------ | ---------------------- | -------- | ------------ | ------- | ------------------------------------------------------------------- | --------- | ------------------- | ----------------------------- |
|        | Granges Rifà           | Torelló  | granja       |         | 42° 02′ 04″ N, 2° 15′ 23″ E / 42.0344170762453°N,2.25635372201826°E |           |                     | Modifica les dades a Wikidata |
|        | Granges d'Espadamala   | Torelló  | granja       |         | 42° 01′ 06″ N, 2° 15′ 44″ E / 42.0183518341445°N,2.26231425837334°E |           |                     | Modifica les dades a Wikidata |
|        | Granges de Can Pesseta | Torelló  | granja       |         | 42° 02′ 49″ N, 2° 16′ 43″ E / 42.0468264791072°N,2.27868429045647°E |           |                     | Modifica les dades a Wikidata |
|        | Granja Pujols          | Torelló  | granja       |         | 42° 02′ 25″ N, 2° 15′ 43″ E / 42.0402169293287°N,2.26188017049001°E |           |                     | Modifica les dades a Wikidata |

## masia
| imatge | Nom                      | Ubicat a        | instància de                 | Detalls                                                                | coordenades | Protecció                                            | Commons (més fotos)  | Dades a WD                    |
| ------ | ------------------------ | --------------- | ---------------------------- | ---------------------------------------------------------------------- | --- | ---------------------------------------------------- | -------------------- | ----------------------------- |
|        | Calverons                | Torelló         | masia                        | Estil: arquitectura popular                                            | 42° 02′ 46″ N, 2° 17′ 24″ E / 42.046109°N,2.290065°E                                                             | bé integrant del patrimoni cultural català           |                      | Modifica les dades a Wikidata |
|        | Campaneria               | Torelló         | masia                        | Estil: arquitectura popular                                            | 42° 03′ 08″ N, 2° 16′ 29″ E / 42.052211°N,2.274629°E                                                             | bé integrant del patrimoni cultural català           |                      | Modifica les dades a Wikidata |
|        | Can Batista              | Torelló         | masia                        |                                                                        | 42° 02′ 12″ N, 2° 14′ 32″ E / 42.0368015507872°N,2.24223880055399°E                                              |                                                      |                      | Modifica les dades a Wikidata |
|        | Can Dagés                | Torelló         | masia                        |                                                                        | 42° 02′ 19″ N, 2° 16′ 11″ E / 42.0385288764163°N,2.26972878522345°E                                              |                                                      |                      | Modifica les dades a Wikidata |
|        | Can Pesseta              | Torelló         | masia                        |                                                                        | 42° 02′ 56″ N, 2° 16′ 52″ E / 42.0489941226371°N,2.28108863088914°E                                              |                                                      |                      | Modifica les dades a Wikidata |
|        | Can Vila Vinyeta         | Torelló         | masia                        |                                                                        | 42° 02′ 38″ N, 2° 16′ 40″ E / 42.043919898628°N,2.2776538708469°E                                                |                                                      |                      | Modifica les dades a Wikidata |
|        | Casa de Baix             | Torelló         | masia                        |                                                                        | 42° 01′ 52″ N, 2° 16′ 18″ E / 42.031213573942°N,2.2716282110465°E                                                |                                                      |                      | Modifica les dades a Wikidata |
|        | Caseta del Reig          | Torelló         | masia                        |                                                                        | 42° 01′ 15″ N, 2° 16′ 06″ E / 42.0207054630421°N,2.26839879321443°E                                              |                                                      |                      | Modifica les dades a Wikidata |
|        | Casot de Calverons       | Torelló         | masia                        |                                                                        | 42° 02′ 36″ N, 2° 17′ 10″ E / 42.0434590291922°N,2.28604458950961°E                                              |                                                      |                      | Modifica les dades a Wikidata |
|        | Cervià                   | Torelló         | masia                        |                                                                        | 42° 02′ 22″ N, 2° 15′ 11″ E / 42.0395468459184°N,2.25297133423024°E 536 msnm                                     |                                                      | Cervià (Torelló)     | Modifica les dades a Wikidata |
|        | Comallonga               | Torelló         | masia                        |                                                                        | 42° 01′ 29″ N, 2° 16′ 19″ E / 42.0248167974425°N,2.27191505633587°E                                              |                                                      |                      | Modifica les dades a Wikidata |
|        | Espadamala de Baix       | Torelló         | masia                        | Estil: arquitectura popular                                            | 42° 01′ 12″ N, 2° 15′ 25″ E / 42.020029°N,2.256816°E                                                             | bé integrant del patrimoni cultural català           |                      | Modifica les dades a Wikidata |
|        | Espadamala de Dalt       | Torelló         | masia                        | Estil: arquitectura popular                                            | 42° 01′ 10″ N, 2° 15′ 31″ E / 42.019403°N,2.258479°E                                                             | bé integrant del patrimoni cultural català           |                      | Modifica les dades a Wikidata |
|        | Malianta                 | Torelló         | masia                        |                                                                        | 42° 03′ 03″ N, 2° 16′ 06″ E / 42.0507055751234°N,2.26829630951743°E                                              |                                                      |                      | Modifica les dades a Wikidata |
|        | Martorell                | Manlleu Torelló | masia                        | Estil: arquitectura popular                                            | 42° 02′ 14″ N, 2° 17′ 01″ E / 42.0371°N,2.28364°E                                                                | bé integrant del patrimoni cultural català           |                      | Modifica les dades a Wikidata |
|        | Mas Boixader             | Torelló         | masia                        |                                                                        | 42° 02′ 22″ N, 2° 17′ 18″ E / 42.0394930501701°N,2.28844499737176°E                                              |                                                      |                      | Modifica les dades a Wikidata |
|        | Mas Casavella            | Torelló         | masia                        |                                                                        | 42° 02′ 33″ N, 2° 16′ 51″ E / 42.0424080954434°N,2.28072790599775°E                                              |                                                      |                      | Modifica les dades a Wikidata |
|        | Mas Prat                 | Torelló         | masia                        | 13rd century                                                           | 42° 02′ 48″ N, 2° 15′ 50″ E / 42.046668°N,2.263942°E ca:C. Capsavila, 2 i 4 509 msnm                             | bé cultural d'interès local                          | Mas Prat (Torelló)   | Modifica les dades a Wikidata |
|        | Mas de Puig              | Torelló         | masia                        | Estil: arquitectura popular                                            | 42° 02′ 36″ N, 2° 15′ 54″ E / 42.04326°N,2.26509°E                                                               | bé integrant del patrimoni cultural català           | Puigdessalit         | Modifica les dades a Wikidata |
|        | Masllorenç               | Torelló         | masia                        |                                                                        | 42° 01′ 40″ N, 2° 15′ 54″ E / 42.0277538663825°N,2.26499601499287°E                                              |                                                      |                      | Modifica les dades a Wikidata |
|        | Morelles                 | Torelló         | masia                        |                                                                        | 42° 02′ 44″ N, 2° 16′ 43″ E / 42.0455199430692°N,2.27859032124401°E                                              |                                                      |                      | Modifica les dades a Wikidata |
|        | Puig-robí                | Torelló         | masia                        | Estil: arquitectura popular 17th century                               | 42° 03′ 18″ N, 2° 15′ 18″ E / 42.0551°N,2.25502°E 541 msnm                                                       | bé integrant del patrimoni cultural català           | Puig-robí            | Modifica les dades a Wikidata |
|        | Puigbacó                 | Torelló         | masia                        |                                                                        | 42° 03′ 15″ N, 2° 16′ 18″ E / 42.0540682681737°N,2.27164147217543°E                                              |                                                      |                      | Modifica les dades a Wikidata |
|        | Puigdejoan               | Torelló         | masia                        |                                                                        | 42° 02′ 13″ N, 2° 15′ 20″ E / 42.036909°N,2.25555°E 512 msnm                                                     |                                                      | Puigdejoan           | Modifica les dades a Wikidata |
|        | Puigdessalit             | Torelló         | masia fortificació           | Estil: arquitectura popular 17th century Estat: ruïnós                 | 42° 02′ 36″ N, 2° 15′ 54″ E / 42.04334°N,2.265114°E ca:Puig de Sant Feliu o Puigdessalit 557 msnm                | bé d'interès cultural bé cultural d'interès nacional | Puigdessalit         | Modifica les dades a Wikidata |
|        | Saniars                  | Torelló         | masia                        | Estil: arquitectura popular                                            | 42° 01′ 56″ N, 2° 16′ 48″ E / 42.032351°N,2.279932°E                                                             | bé integrant del patrimoni cultural català           |                      | Modifica les dades a Wikidata |
|        | Xalet del Robert         | Torelló         | masia                        |                                                                        | 42° 02′ 19″ N, 2° 15′ 46″ E / 42.0387279356806°N,2.26282771284103°E                                              |                                                      |                      | Modifica les dades a Wikidata |
|        | el Firal                 | Torelló         | masia                        |                                                                        | 42° 03′ 02″ N, 2° 15′ 54″ E / 42.0505858192653°N,2.26505911921278°E                                              |                                                      |                      | Modifica les dades a Wikidata |
|        | el Reig                  | Torelló         | masia                        | Estil: arquitectura popular                                            | 42° 01′ 20″ N, 2° 15′ 55″ E / 42.022311°N,2.265375°E                                                             | bé integrant del patrimoni cultural català           |                      | Modifica les dades a Wikidata |
|        | el Serrat del Reig       | Torelló         | masia                        |                                                                        | 42° 01′ 10″ N, 2° 16′ 14″ E / 42.019498348392°N,2.2705541082734°E                                                |                                                      |                      | Modifica les dades a Wikidata |
|        | el Vilar de Dalt         | Torelló         | masia                        |                                                                        | 42° 02′ 12″ N, 2° 16′ 26″ E / 42.036632362486°N,2.273982622342°E                                                 |                                                      |                      | Modifica les dades a Wikidata |
|        | els Plans                | Torelló         | masia                        |                                                                        | 42° 00′ 59″ N, 2° 15′ 45″ E / 42.0162807117082°N,2.26237442795687°E 522 msnm                                     |                                                      |                      | Modifica les dades a Wikidata |
|        | la Carrera               | Torelló         | masia                        | Estil: arquitectura popular 15th century                               | 42° 02′ 42″ N, 2° 15′ 45″ E / 42.044935°N,2.262384°E ca:Ronda del Puig, final del carrer de Rocaprevera 515 msnm | bé cultural d'interès local                          | La Carrera (Torelló) | Modifica les dades a Wikidata |
|        | la Casa Nova d'en Nofre  | Torelló         | masia                        |                                                                        | 42° 02′ 02″ N, 2° 15′ 04″ E / 42.0339860209458°N,2.251006843041°E                                                |                                                      |                      | Modifica les dades a Wikidata |
|        | la Casa Nova de Seniars  | Torelló         | masia                        |                                                                        | 42° 01′ 36″ N, 2° 16′ 42″ E / 42.0267577014907°N,2.27833138152589°E                                              |                                                      |                      | Modifica les dades a Wikidata |
|        | la Casa Nova de la Riera | Torelló         | masia                        |                                                                        | 42° 01′ 51″ N, 2° 15′ 14″ E / 42.030817146565°N,2.25399167650118°E                                               |                                                      |                      | Modifica les dades a Wikidata |
|        | la Caseta de Muntades    | Torelló         | masia                        |                                                                        | 42° 02′ 18″ N, 2° 16′ 46″ E / 42.0383013203075°N,2.27932439628219°E                                              |                                                      |                      | Modifica les dades a Wikidata |
|        | la Clota                 | Torelló         | masia                        |                                                                        | 42° 02′ 16″ N, 2° 15′ 43″ E / 42.037865°N,2.261981°E 518 msnm                                                    |                                                      | La Clota (Torelló)   | Modifica les dades a Wikidata |
|        | la Coromina              | Torelló         | masia Ús: colònia industrial | Arquitecte: Josep Maria Pericas i Morros Estil: arquitectura eclèctica | 42° 02′ 38″ N, 2° 14′ 22″ E / 42.043956°N,2.239335°E                                                             | bé integrant del patrimoni cultural català           |                      | Modifica les dades a Wikidata |
|        | la Goula                 | Torelló         | masia                        |                                                                        | 42° 02′ 15″ N, 2° 14′ 53″ E / 42.0374071351511°N,2.24804290044183°E 526 msnm                                     |                                                      | La Goula (Torelló)   | Modifica les dades a Wikidata |
|        | la Riera                 | Torelló         | masia                        | Estil: arquitectura popular 16th century                               | 42° 01′ 51″ N, 2° 15′ 28″ E / 42.030702°N,2.257831°E ca:Rocaprevera 497 msnm                                     | bé integrant del patrimoni cultural català           | La Riera (Torelló)   | Modifica les dades a Wikidata |
|        | la Teuleria              | Torelló         | masia                        |                                                                        | 42° 02′ 01″ N, 2° 16′ 01″ E / 42.033674315313°N,2.26689700490149°E                                               |                                                      |                      | Modifica les dades a Wikidata |
|        | la Torreta               | Torelló         | masia                        |                                                                        | 42° 03′ 14″ N, 2° 15′ 58″ E / 42.0538526622294°N,2.26607283512901°E                                              |                                                      |                      | Modifica les dades a Wikidata |
|        | les Gambires             | Torelló         | masia                        |                                                                        | 42° 01′ 52″ N, 2° 14′ 38″ E / 42.03103389778°N,2.2438454004073°E                                                 |                                                      |                      | Modifica les dades a Wikidata |
|        | les Malloles             | Torelló         | masia                        |                                                                        | 42° 02′ 06″ N, 2° 15′ 53″ E / 42.0349298468852°N,2.26464754802637°E                                              |                                                      |                      | Modifica les dades a Wikidata |
|        | les Vinyes               | Torelló         | masia                        | Estil: arquitectura popular                                            | 42° 02′ 43″ N, 2° 16′ 33″ E / 42.045281°N,2.275792°E                                                             | bé cultural d'interès local                          |                      | Modifica les dades a Wikidata |

## oratori
| imatge | Nom                                               | Ubicat a | instància de | Detalls      | coordenades                                                                                                | Protecció                   | Commons (més fotos)                               | Dades a WD                    |
| ------ | ------------------------------------------------- | -------- | ------------ | ------------ | --- | --------------------------- | ------------------------------------------------- | ----------------------------- |
|        | Pedronet de Montserrat                            | Torelló  | oratori      | 20th century | 42° 02′ 22″ N, 2° 14′ 53″ E / 42.039447°N,2.248015°E ca:Camí de la Coromina - cruïlla del Mas les Gambires | bé cultural d'interès local | Pedronet de Montserrat                            | Modifica les dades a Wikidata |
|        | Pedró de Sant Roc                                 | Torelló  | oratori      | 19th century | 42° 02′ 31″ N, 2° 16′ 19″ E / 42.041873°N,2.271848°E ca:C. de la Creu - c. Manlleu, 107 539 msnm           | bé cultural d'interès local | Pedró de Sant Roc (Torelló)                       | Modifica les dades a Wikidata |
|        | Pedró de la Mare de Déu de la Guia de Rocaprevera | Torelló  | oratori      | 20th century | 42° 02′ 32″ N, 2° 15′ 40″ E / 42.042206°N,2.261035°E ca:Camí veïnal de Rocaprevera 537 msnm                | bé cultural d'interès local | Pedró de la Mare de Déu de la Guia de Rocaprevera | Modifica les dades a Wikidata |

## polígon industrial
| imatge | Nom                               | Ubicat a | instància de       | Detalls | coordenades                                                         | Protecció | Commons (més fotos) | Dades a WD                    |
| ------ | --------------------------------- | -------- | ------------------ | ------- | ------------------------------------------------------------------- | --------- | ------------------- | ----------------------------- |
|        | Polígon industrial El Castell     | Torelló  | polígon industrial |         | 42° 03′ 15″ N, 2° 15′ 20″ E / 42.054244560336°N,2.25560280924101°E  |           |                     | Modifica les dades a Wikidata |
|        | Polígon industrial La Campaneria  | Torelló  | polígon industrial |         | 42° 02′ 55″ N, 2° 16′ 26″ E / 42.0486064864863°N,2.27387895840159°E |           |                     | Modifica les dades a Wikidata |
|        | Polígon industrial La Caseta      | Torelló  | polígon industrial |         | 42° 02′ 25″ N, 2° 16′ 57″ E / 42.0403738908298°N,2.2823698719444°E  |           |                     | Modifica les dades a Wikidata |
|        | Polígon industrial Mas les Vinyes | Torelló  | polígon industrial |         | 42° 02′ 47″ N, 2° 16′ 33″ E / 42.0463764681309°N,2.27587394855466°E |           |                     | Modifica les dades a Wikidata |
|        | Polígon industrial Matabosc       | Torelló  | polígon industrial |         | 42° 03′ 11″ N, 2° 14′ 40″ E / 42.0529287157433°N,2.24443988630337°E |           |                     | Modifica les dades a Wikidata |
|        | Polígon industrial Puigbacó       | Torelló  | polígon industrial |         | 42° 03′ 13″ N, 2° 16′ 24″ E / 42.0535018511593°N,2.2732189616558°E  |           |                     | Modifica les dades a Wikidata |

## pont
| imatge | Nom                | Ubicat a | instància de | Detalls                     | coordenades                                                         | Protecció                                  | Commons (més fotos) | Dades a WD                    |
| ------ | ------------------ | -------- | ------------ | --------------------------- | ------------------------------------------------------------------- | ------------------------------------------ | ------------------- | ----------------------------- |
|        | Pont de Conanglell | Torelló  | pont         | Travessa: Ter               | 42° 02′ 53″ N, 2° 15′ 06″ E / 42.0479683535401°N,2.25165221860637°E |                                            |                     | Modifica les dades a Wikidata |
|        | Pont del Pelut     | Torelló  | pont         | Travessa: Ter               | 42° 03′ 16″ N, 2° 14′ 39″ E / 42.0545387654221°N,2.24411867914417°E |                                            |                     | Modifica les dades a Wikidata |
|        | Pont del tren      | Torelló  | pont         | Estil: arquitectura popular | 42° 03′ 18″ N, 2° 16′ 09″ E / 42.055059°N,2.269243°E                | bé integrant del patrimoni cultural català |                     | Modifica les dades a Wikidata |

## xemeneia de fàbrica
| imatge | Nom                               | Ubicat a | instància de        | Detalls      | coordenades                                                                           | Protecció                   | Commons (més fotos)        | Dades a WD                    |
| ------ | --------------------------------- | -------- | ------------------- | ------------ | ------------------------------------------------------------------------------------- | --------------------------- | -------------------------- | ----------------------------- |
|        | Xemeneia Fàbrica Matabosch        | Torelló  | xemeneia de fàbrica | 19th century | 42° 02′ 59″ N, 2° 14′ 49″ E / 42.049644°N,2.246916°E ca:Prop del Mas Seniars 523 msnm | bé cultural d'interès local | Xemeneia Fàbrica Matabosch | Modifica les dades a Wikidata |
|        | Xemenia de la Teuleria de Seniars | Torelló  | xemeneia de fàbrica |              | 42° 01′ 51″ N, 2° 16′ 34″ E / 42.03078°N,2.27617°E                                    | bé cultural d'interès local |                            | Modifica les dades a Wikidata |

## Misc
| imatge | Nom                          | Ubicat a | instància de                                                                   | Detalls                                        | coordenades | Protecció                                  | Commons (més fotos)          | Dades a WD                    |
| ------ | ---------------------------- | -------- | ------------------------------------------------------------------------------ | ---------------------------------------------- | --- | ------------------------------------------ | ---------------------------- | ----------------------------- |
|        | Casa de la Vila de Torelló   | Torelló  | casa consistorial                                                              | Arquitecte: Josep Ylla i Cortines 16th century | 42° 02′ 48″ N, 2° 15′ 46″ E / 42.046628°N,2.262856°E ca:Pl. de la Vila, 1 507 msnm                               | bé cultural d'interès local                | Casa de la Vila de Torelló   | Modifica les dades a Wikidata |
|        | Colònia la Coromina          | Torelló  | colònia industrial nucli de població                                           | Estil: arquitectura popular                    | 42° 02′ 39″ N, 2° 14′ 12″ E / 42.044109°N,2.236632°E                                                             |                                            |                              | Modifica les dades a Wikidata |
|        | Creus de terme de Torelló    | Torelló  | creu de terme                                                                  | 18th century                                   | 42° 02′ 29″ N, 2° 15′ 25″ E / 42.041473°N,2.256894°E                                                             | bé cultural d'interès local                | Creus de terme de Torelló    | Modifica les dades a Wikidata |
|        | Estació de Torelló           | Torelló  | estació de ferrocarril edifici                                                 |                                                | 42° 03′ 07″ N, 2° 15′ 36″ E / 42.05202777777778°N,2.2599722222222223°E                                           |                                            | Torelló train station        | Modifica les dades a Wikidata |
|        | La Rectoria                  | Torelló  | rectoria                                                                       | 15th century                                   | 42° 02′ 48″ N, 2° 15′ 45″ E / 42.046575°N,2.262386°E ca:Call de la Rectoria, 1 - pl. Mossèn Fortià Solà 503 msnm | bé cultural d'interès local                | La Rectoria de Torelló       | Modifica les dades a Wikidata |
|        | Madiroles                    | Torelló  | vèrtex geodèsic                                                                | Alt: 1.2m                                      | 42° 02′ 00″ N, 2° 17′ 12″ E / 42.033417°N,2.286641°E 584.214 msnm                                                |                                            |                              | Modifica les dades a Wikidata |
|        | Molí de Puigbacó             | Torelló  | molí d'aigua                                                                   | Estil: arquitectura popular                    | 42° 03′ 16″ N, 2° 16′ 17″ E / 42.054376°N,2.271405°E                                                             | bé integrant del patrimoni cultural català |                              | Modifica les dades a Wikidata |
|        | Puig Guardial                | Torelló  | jaciment arqueològic                                                           |                                                | 42° 00′ 51″ N, 2° 15′ 38″ E / 42.01429444°N,2.2605°E                                                             | bé cultural d'interès local                |                              | Modifica les dades a Wikidata |
|        | Puig de les Tres Creus       | Torelló  | Via Crucis                                                                     | Estil: arquitectura popular                    | 42° 02′ 28″ N, 2° 15′ 30″ E / 42.041046°N,2.258203°E ca:Sobre l'esplanada del Santuari de Rocaprevera 571 msnm   | bé cultural d'interès local                | Puig de les Tres Creus       | Modifica les dades a Wikidata |
|        | Pujada de Mossèn Sabaté      | Torelló  | carrer                                                                         | 20th century                                   | 42° 03′ 05″ N, 2° 15′ 39″ E / 42.051391°N,2.26095°E ca:Pg. de Mossèn Sabaté 520 msnm                             | bé cultural d'interès local                | Pujada de Mossèn Sabaté      | Modifica les dades a Wikidata |
|        | Torelló                      | Torelló  | entitat singular de població capital municipal ens local històric de Catalunya | 15107 hab                                      | 42° 02′ 49″ N, 2° 15′ 48″ E / 42.04691464°N,2.26334489°E 507 msnm                                                |                                            |                              | Modifica les dades a Wikidata |
|        | cementiri de Torelló         | Torelló  | cementiri                                                                      | 19th century                                   | 42° 03′ 06″ N, 2° 15′ 45″ E / 42.051549°N,2.262601°E ca:C. del Pujolet 529 msnm                                  | bé cultural d'interès local                | Cementiri de Torelló         | Modifica les dades a Wikidata |
|        | font del Raig de Rocaprevera | Torelló  | font                                                                           | Estil: arquitectura popular 20th century       | 42° 02′ 31″ N, 2° 15′ 38″ E / 42.042079°N,2.260634°E ca:Camí al Santuari de Rocaprevera 533 msnm                 | bé cultural d'interès local                | Font del Raig de Rocaprevera | Modifica les dades a Wikidata |